# 태풍 구지라 (2009년)
태풍 구지라(태풍 번호: 0901, JTWC 지정 번호: 01W, 국제명:KUJIRA, 필리핀 기상청(PAGASA) 지정 이름: Dante)는 2009년에 북서태평양에서 발생한 1번째 태풍이다.

## 태풍의 진행

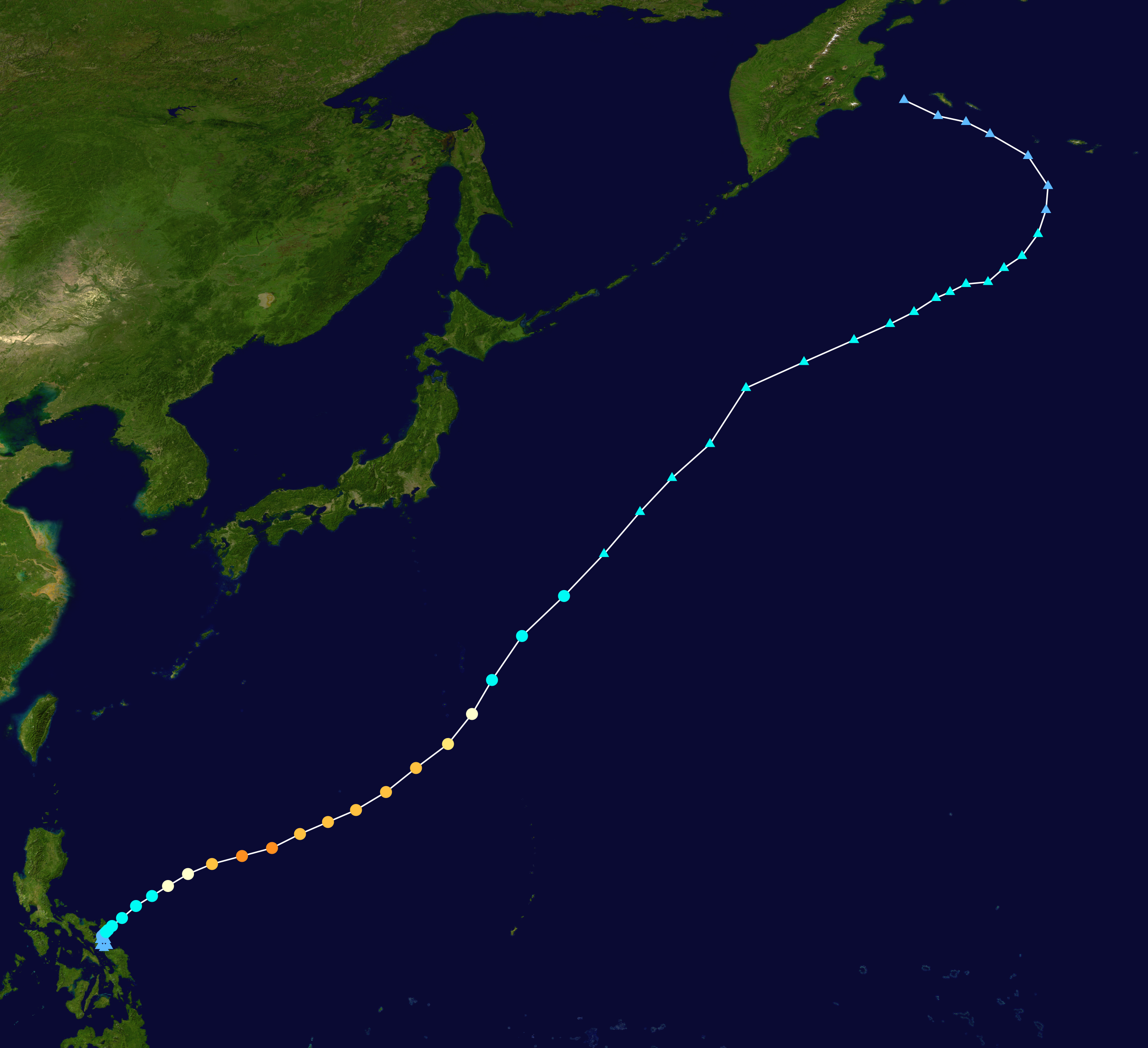
태풍 구지라의 이동 경로

5월 1일에 태평양에서 발생한 저기압은 필리핀 기상청(PAGASA)에 의해 열대 저기압으로 지정되었고 'Dante'로 명명한 뒤 일본 기상청(JMA)도 함께 주시하기 시작했다. 이날 후, 필리핀 기상청은 'Dante'가 루손섬 남동부 비콜 지방에 상륙했다고 보고한 뒤에 JTWC는 열대 저기압 발생 경고를 내렸다. 태풍의 눈은 루손섬 남동부를 천천히 가로지르며 태풍 전체가 발달하기 시작했다. JTWC는 'Dante'를 열대 저기압 01W으로 이름을 붙였다. 이 열대 저기압은 상대적으로 필리핀 섬 가까이 있었으나 전혀 개의치 않고 크게 발달했다.
5월 2일에는 JMA와 JTWC가 열대 저기압 Dante를 열대 폭풍으로 승격시키고 구지라(KUJIRA)로 명명하였다. 5월 3일에는 수온이 높은 태평양을 지나면서 빠르게 강력해져 JMA는 강한 열대폭풍의 단계로 올렸고 5월 4일에는 강한 열대폭풍의 단계에서 태풍으로 격상시켰다. 이후 JMA와 JTWC는 태풍 구지라가 10분최대풍속 155 km/h, 1분최대풍속 215 km/h에 도달하면서 최성기를 맞이했다고 보고한 후 필리핀 기상청은 최성기 후 약해지는 태풍 구지라가 필리핀 기상청 태풍 관할구역에서 벗어나자 마지막 예보를 내렸다. 태풍 구지라는 고위도로 갈수록 약해져가 5월 7일에는 JTWC가 열대 폭풍으로, JMA가 강한 열대폭풍으로 격하한 뒤에 온대 저기압으로 변질되었다. 대한민국 기상청(KMA)은 5월 8일 03시에 온대 저기압으로 변질되었다고 발표했다.
태풍 구지라(KUJIRA)는 일본에서 제출하였으며, 고래를 의미한다.

## 피해
태풍 구지라는 필리핀 해상에 있을 때 해안 지역에 많은 피해를 냈다. 그 한 예로 알바이주, 북카마리네스주, 마스바테주, 소르소곤주의 공동 관개시스템에 1억 2백만 필리핀 페소의 피해액을 냈고 28명의 사망자와 1명의 실종자가 나왔다. 또 6억 2570만 필리핀 페소의 피해액은 농업부분에, 5억 2952만 필리핀 페소는 사회 기반시설의 피해액에 해당했다. 부서진 집은 3757채였고 이 중에 297채는 완전히 부서졌고 3460채는 반파된 상태였다. 필리핀 대통령 글로리아 마카파갈 아로요는 피해지역의 자치단체에 식수와 음식, 옷들을 제공하라고 지시했다. 알바이주, 남카마리네스주와 소르소곤주는 태풍 구지라가 필리핀 해상에서 멀어진 후에 엄청난 피해로 인해 재난지역으로 선포되기도 했다.

## 같이 보기
- 2009년 태풍